# Ludvík Daněk
Ludvík Daněk, född den 6 januari 1937 i Blansko i Tjeckien, död 16 november 1998 i Hutisko-Solanec i Tjeckien, var en tjeckoslovakisk friidrottare inom diskuskastning.
Han tog OS-guld i diskuskastning vid friidrottstävlingarna 1972 i München. 